# Фой, Рэнди
Рэнди Фой (англ. Randy Foye; родился 24 сентября 1983, Ньюарк, штат Нью-Джерси) — американский бывший профессиональный баскетболист, выступавший в Национальной баскетбольной ассоциации. Играл на позиции атакующего защитника. Был выбран в первом раунде драфта НБА 2006 года под общим седьмым номером.

## Студенческая карьера
Рэнди, окончив старшую школу, делает выбор в пользу университета Виллановы, в котором будет учиться все четыре года до выступлений в НБА. За университетскую команду «Вилланова Уайлдкэтс» Фой выступал вместе с Кайлом Лоури, Алланом Рэем и Данте Каннингемом. Вместе с ними Рэнди Фой в свой заключительный сезон выигрывает регулярный сезон NCAA, но второй год подряд не может выиграть чемпионство среди студентов. В среднем же за этот сезон баскетболист набирал 20,5 очка и делал 5,9 подборов, 3,3 передачи и 1,4 перехвата в среднем за игру.

## Карьера в НБА

### Миннесота Тимбервулвз
Рэнди Фойе был выбран под 7-м номером драфта «Бостон Селтикс», но по договорённости через «Портленд Трэйл Блэйзерс» перешёл в «Тимбервулвз» в день драфта.
В свой первый сезон Фой отыграл все игры регулярного сезона преимущественно в роли «шестого игрока» в среднем набирая более десяти очков и делая более больше двух с половиной подборов и передач, в результате чего был выбран в первую сборную новичков НБА 2007 года. В следующих сезонах Рэнди завоевал место в стартовой пятёрке и улучшил личные достижения. Так, в сезоне 2008/09 баскетболист показал рекордные для себя показатели почти во всех компонентах игры.

### Вашингтон Уизардс
В межсезонье 2009 года Фой вместе с Майком Миллером был обменян в «Вашингтон Уизардс» на Алексея Печерова, Дарюса Сонгайлу, Итана Томаса и право выбора в первом раунде драфта следующего года.
В составе Вашингтона Рэнди провёл только один сезон, не проводя такого количества времени на площадке, как это было в его последнем сезоне. И хотя Фойе всё же набирал в среднем более десяти очков, запомнился он в Вашингтоне лишь выходкой с приветствием Гилберта Аринаса с имитацией расстрела партнёров по команде и, соответственно, штрафом в $10 000.

### Лос-Анджелес Клипперс
8 июля 2010 года Рэнди Фой на правах свободного агента подписывает контракт с «Лос-Анджелес Клиперс». С «Клипперс» Рэнди впервые вышел в плей-офф НБА в 2012 году и даже прошёл первую стадию, выиграв у «Мемфис Гриззлис».

### Юта Джаз
25 июля 2012 года игрок подписал контракт со своим новым клубом «Юта Джаз».

### Денвер Наггетс
10 июля 2013 года был обменян в «Денвер Наггетс» в рамках трёхстороннего сделки с участием «Голден Стэйт Уорриорз» и «Юта Джаз».

### Оклахома-Сити Тандер
18 февраля 2016 года был обменян в «Оклахома-Сити Тандер». Спустя три дня Рэнди Фой дебютировал за свой новый клуб проигранном матче против «Кливленд Кавальерс». Он вошёл в игру со скамейки запасных, сыграл 14 минут и набрал 2 очка.

### Бруклин Нетс
15 июля 2016 года Рэнди Фой на правах свободного агента подписал контракт с «Бруклин Нетс».

## Статистика

### Статистика в НБА
| Сезон                                                                                    | Команда       | Регулярный сезон | Регулярный сезон | Регулярный сезон | Регулярный сезон | Регулярный сезон | Регулярный сезон | Регулярный сезон | Регулярный сезон | Регулярный сезон | Регулярный сезон | Регулярный сезон | Серия плей-офф | Серия плей-офф | Серия плей-офф | Серия плей-офф | Серия плей-офф | Серия плей-офф | Серия плей-офф | Серия плей-офф | Серия плей-офф | Серия плей-офф | Серия плей-офф |
| Сезон                                                                                    | Команда       | GP               | GS               | MPG              | FG%              | 3P%              | FT%              | RPG              | APG              | SPG              | BPG              | PPG              | GP             | GS             | MPG            | FG%            | 3P%            | FT%            | RPG            | APG            | SPG            | BPG            | PPG            |
| ---------------------------------------------------------------------------------------- | ------------- | ---------------- | ---------------- | ---------------- | ---------------- | ---------------- | ---------------- | ---------------- | ---------------- | ---------------- | ---------------- | ---------------- | -------------- | -------------- | -------------- | -------------- | -------------- | -------------- | -------------- | -------------- | -------------- | -------------- | -------------- |
| 2006/07                                                                                  | Миннесота     | 82               | 12               | 22,9             | 43,4             | 36,8             | 85,4             | 2,7              | 2,8              | 0,6              | 0,3              | 10,1             | Не участвовал  | Не участвовал  | Не участвовал  | Не участвовал  | Не участвовал  | Не участвовал  | Не участвовал  | Не участвовал  | Не участвовал  | Не участвовал  | Не участвовал  |
| 2007/08                                                                                  | Миннесота     | 39               | 31               | 32,3             | 42,9             | 41,2             | 81,5             | 3,3              | 4,2              | 0,9              | 0,1              | 13,1             | Не участвовал  | Не участвовал  | Не участвовал  | Не участвовал  | Не участвовал  | Не участвовал  | Не участвовал  | Не участвовал  | Не участвовал  | Не участвовал  | Не участвовал  |
| 2008/09                                                                                  | Миннесота     | 70               | 61               | 35,6             | 40,7             | 36,0             | 84,6             | 3,1              | 4,3              | 1,0              | 0,4              | 16,3             | Не участвовал  | Не участвовал  | Не участвовал  | Не участвовал  | Не участвовал  | Не участвовал  | Не участвовал  | Не участвовал  | Не участвовал  | Не участвовал  | Не участвовал  |
| 2009/10                                                                                  | Вашингтон     | 70               | 38               | 23,8             | 41,4             | 34,6             | 89,0             | 1,9              | 3,3              | 0,5              | 0,1              | 10,1             | Не участвовал  | Не участвовал  | Не участвовал  | Не участвовал  | Не участвовал  | Не участвовал  | Не участвовал  | Не участвовал  | Не участвовал  | Не участвовал  | Не участвовал  |
| 2010/11                                                                                  | Клипперс      | 63               | 24               | 24,6             | 38,8             | 32,7             | 89,3             | 1,6              | 2,7              | 0,7              | 0,3              | 9,8              | Не участвовал  | Не участвовал  | Не участвовал  | Не участвовал  | Не участвовал  | Не участвовал  | Не участвовал  | Не участвовал  | Не участвовал  | Не участвовал  | Не участвовал  |
| 2011/12                                                                                  | Клипперс      | 65               | 48               | 25,9             | 39,8             | 38,6             | 85,9             | 2,1              | 2,2              | 0,7              | 0,4              | 11,0             | 11             | 11             | 26,4           | 39,2           | 43,8           | 84,6           | 2,0            | 1,5            | 0,5            | 0,3            | 7,5            |
| 2012/13                                                                                  | Юта           | 82               | 72               | 27,4             | 39,7             | 41,0             | 81,9             | 1,5              | 2,0              | 0,8              | 0,3              | 10,8             | Не участвовал  | Не участвовал  | Не участвовал  | Не участвовал  | Не участвовал  | Не участвовал  | Не участвовал  | Не участвовал  | Не участвовал  | Не участвовал  | Не участвовал  |
| 2013/14                                                                                  | Денвер        | 81               | 78               | 30,7             | 41,3             | 38,0             | 84,9             | 2,9              | 3,5              | 0,8              | 0,5              | 13,2             | Не участвовал  | Не участвовал  | Не участвовал  | Не участвовал  | Не участвовал  | Не участвовал  | Не участвовал  | Не участвовал  | Не участвовал  | Не участвовал  | Не участвовал  |
| 2014/15                                                                                  | Денвер        | 50               | 21               | 21,7             | 36,8             | 35,7             | 81,8             | 1,7              | 2,4              | 0,7              | 0,2              | 8,7              | Не участвовал  | Не участвовал  | Не участвовал  | Не участвовал  | Не участвовал  | Не участвовал  | Не участвовал  | Не участвовал  | Не участвовал  | Не участвовал  | Не участвовал  |
| 2015/16                                                                                  | Денвер        | 54               | 7                | 19,8             | 35,1             | 29,6             | 83,0             | 1,9              | 2,1              | 0,5              | 0,3              | 6,0              | Не участвовал  | Не участвовал  | Не участвовал  | Не участвовал  | Не участвовал  | Не участвовал  | Не участвовал  | Не участвовал  | Не участвовал  | Не участвовал  | Не участвовал  |
| 2015/16                                                                                  | Оклахома-Сити | 27               | 1                | 21,2             | 34,9             | 30,9             | 81,5             | 1,9              | 1,8              | 0,5              | 0,5              | 5,6              | 16             | 0              | 11,9           | 34,1           | 30,8           | 100,0          | 1,3            | 0,8            | 0,1            | 0,2            | 2,5            |
| 2016/17                                                                                  | Бруклин       | 69               | 40               | 18,6             | 36,3             | 33,0             | 85,7             | 2,2              | 2,0              | 0,5              | 0,1              | 5,2              | Не участвовал  | Не участвовал  | Не участвовал  | Не участвовал  | Не участвовал  | Не участвовал  | Не участвовал  | Не участвовал  | Не участвовал  | Не участвовал  | Не участвовал  |
|                                                                                          | Всего         | 752              | 433              | 25,6             | 40,1             | 36,6             | 85,2             | 2,2              | 2,8              | 0,7              | 0,3              | 10,3             | 27             | 11             | 17,8           | 37,4           | 37,9           | 88,2           | 1,6            | 1,1            | 0,3            | 0,2            | 4,6            |
| Наведите курсор мыши на аббревиатуры в заголовке таблицы, чтобы прочесть их расшифровку. |               |                  |                  |                  |                  |                  |                  |                  |                  |                  |                  |                  |                |                |                |                |                |                |                |                |                |                |                |

### Статистика в NCAA
| Сезон | Команда   | Conf     | Class | GP  | GS  | MPG  | FG%  | 3P%  | FT%  | RPG | APG | SPG | BPG | PPG  |
| --- | --------- | -------- | ----- | --- | --- | ---- | ---- | ---- | ---- | --- | --- | --- | --- | ---- |
| 2002/03 | Вилланова | Big East | FR    | 31  | 29  | 26,8 | 36,2 | 30,2 | 83,1 | 3,5 | 2,9 | 1,0 | 0,2 | 10,3 |
| 2003/04 | Вилланова | Big East | SO    | 35  | 34  | 31,3 | 38,7 | 29,9 | 76,2 | 4,7 | 3,6 | 1,6 | 0,3 | 13,5 |
| 2004/05 | Вилланова | Big East | JR    | 32  | 32  | 32,1 | 42,1 | 34,0 | 75,2 | 5,0 | 3,1 | 2,1 | 0,4 | 15,5 |
| 2005/06 | Вилланова | Big East | SR    | 33  | 33  | 34,7 | 41,1 | 35,0 | 79,1 | 5,8 | 3,0 | 1,4 | 0,6 | 20,5 |
| Всего | Всего     | Всего    | Всего | 131 | 128 | 31,3 | 39,9 | 32,9 | 78,1 | 4,8 | 3,2 | 1,5 | 0,4 | 15,0 |
| Наведите курсор мыши на аббревиатуры в заголовке таблицы, чтобы прочесть их расшифровку Статистика приведена с сайта sports-reference.com |           |          |       |     |     |      |      |      |      |     |     |     |     |      |